# المصدر المفيد في غناء لحج الجديد
المصدر المفيد في غناء لحج الجديد هو ديوان الشعر الأول والوحيد للمؤلف اليمني أحمد فضل القمندان، وهو يحتوي على معظم القصائد التي قام بتأليفها منذ بداية مسيرته الأدبية، ويبلغ عددها 87 قصيدة تتراوح أطوالها بين قصير وطويل قام بتجميعها ونشرها إبراهيم راسم، صديق الشاعر والقائد الثاني في فرقته. ومن هذه القائد ما هو مكتوب بلغة عربية فصيحة وعددها قليل مقارنة بما كتبها بلهجته العامية، والقصائد المكتوبة بالعربية الفصحية تشغل الصفحات من 14 وحتى الصفحة 19 من أصل 157 صفحة (وفقاً للطبعة الثانية-1983)، ويبلغ عددها 19 قصيدة. وعادة ما تقابل هذه القصائد بالإهمال وشعبيتها بسيطة إذا ما قورنت بقصائده الشعبية الحمينية والتي تشغل باقي الصفحات وعددها 68 قصيدة.
نُشر هذا الديوان للمرة الأولى في عام 1938 حيث صُدر عن مطبعة الهلال في عدن تحت مسمى «الأغاني اللحجية»، ثم قام بعد ذلك المؤلف بتنقيح وتوسيع الديوان بإضافة قصائد جديدة إليه ثم نُشر مرة أخرى صادر هذه المرة عن مطبعة فتاة الجزيرة في عدن أيضاً، وقام بتغيير عنوانه في الطبعة الثانية إلى «المصدر المفيد في غناء لحج الجديد». نشرت بعد ذلك عدة طبعات حديثة للديوان. كان أولها في عام 1983 عندما صدر في عدن عن دار الهمنداني قام بتحرير الديوان وأعده للنشر آنئذِ «عوض علي باجناح» واحتوت هذه الطبعة على 153 صفحة. ثم بعد ذلك نشرت الطبعة الثالثة من «المصدر المفيد في غناء لحج الجديد» في الشارقة في عام 1989 صدرت عن «دار الثقافة العربية للنشر والترجمة والتوزيع»، واعتمدت هذه الطبعة على جمع وإعداد «إبراهيم راسم» وتولى شرحه «عوض علي باجناح» وقام بمراجعته وتقديمه «خالد محمد القاسمي»، واحتوت هذه الطبعة على 176 من الصفحات. ومن ثم أُعيد نشر تلك الطبعة في عام 1993 صادرة عن دار الحداثة في بيروت. وفي عام 2006 صدرت الطبعة الرابعة من الديوان في صنعاء صادرة عن «مركز عبادي للدراسات والنشر» قام بتحريرها وإعدادها للنشر «إبراهيم راسم»، واحتوت هذه الطبعة على 238 صفحة.

## الديوان
| التقديم:(5-11) \| - قال حفظه الله(5) - تحية شاعر الشباب(7) - كلمة الأستاذ محمد علي إبراهيم لقمان المحامي(8) \| - كلمة الأديب صالح الفقيه(10) - كلمة الأديب عبد الرحمن جرجره(11) \| | | |
| المحتويات:(13-117) \| - الفقيد العظيم(13) - الدعاء السلطاني العبدلي(15) - ألف مرحى وألف أهلا وسهلا(15) - نشيد محبة الوطن(16) - الدعوة إلى التجنيد(17) - محبة الحقل(18) - هاجس(18) - إن غبت عنكم في الحسيني(19) - البدرية(20) - طلعت أنوار لحج من عدن(22) - أيها النجل المنار الزاهي(23) - تهنئة الأمير مهدي بن علي(24) - مرحباً مرحباً الهمام الجمالي(25) - ما حيلة القلب لحر النوى(26) - تاج شمسان(26) - قل لمن مل هوانا(27) - تلك المكارم لا قعبان من لبن(28) - آن الحصاد(28) - إهداء كتاب تلبيس إبليس وتهنئة بالعيد(29) - طلبنا الله ذي يغفر ويرحم(30) - طلبنا الله ذي ينزل ويرفع(32) - يا رسولي(34) - أي بلبل في الهوى(35) - ريد وايت أند بلو(36) - اسقني الماء من لماك(37) - يا حيد ردفان(38) - في قضية المواتر(40) - تابع قضية المواتر(41) - يا طير كف النياح(43) - وينك بامعك(44) \| - بس باتوب(45) - يا مرحبا بالهاشمي (شوال 1336)(47) - يا مرحبا بالهاشمي (ذي القعدة 1366)(48) - دار الذي تهواه(49) - يا مرحبا بالهاشمي (رجب 1340)(50) - من لحظك الفتان(51) - يا غصن في البستان شبه الضيمران(51) - غزلان في الوادي(52) - سرى الهوى في الحسيني(53) - إذا تذكر عهد أحبابه(54) - صابر على عهدي وباموت(54) - وانا بري من ذنوبه(55) - قفاك يا خلي ذي النفس تعبانه(56) - رب اصلح لنا الشأن(56) - نجيم الصباح(57) - وابوزيد(59) - من بعد الصفا ياخلي والمودة شليت الجفاء(65) - يا وليد يا نينوه(67) - رقصة الدحفة (ليتني يا حبيبي)(67) - صادت عيون المها(68) - يا خاطري ما شأنك ليه متعوب(72) - هيثم عوض قال(74) - يا ليلة النور(75) - صابر على ما فيني يا ظنيني(75) - واعلى امحنا واعلى امحنا(76) - طبت يالمظنون(78) - يا الله بالفرح دوب(79) - يا قلبي تسلى(80) - ياما بحالي قل لذول العنب(81) - حالي يا عسل نوب(82) \| - يهناك طيب المحبة يا ورش(83) - يا سلام (طاب السمر)(84) - يا سلام (حيا مية)(85) - لما متى تبكي يا قلبي المجروح(85) - وسيم الخدود(86) - نغم (سال لحسان)(87) - تحية الوطن العبدلي(88) - ليه يا خاطري ليه البكا ليه ما شان(90) - ليه ولهان(90) - حالي واعنب رازقي(91) - باتحمم على شاطئ البحيرة(93) - يا عنب عاصمي مرحبا بك ويا حيا مية يا خميسان(93) - على المحبين شني يا مطر نيسان(94) - ياسين يا زين ياسين(95) - بكير يا تين(96) - مليح يا زين(97) - سقى الله وادي الغزلان(100) - قفيت واناسع القامة ودمعي يسيل(100) - ذنوب سيدي ذنوب(101) - طيب يا زين(103) - دام الهناء(104) - من بعد ما سار الهلي قلبي تعب(107) - عيني تحاديك يا سلطان في نوبه(108) - مني مساء الخير(109) - زاد الهوى زاد يا مولى الشراع(110) - عسى ساعة هني بين عدن وبمبي(111) - يا قلبي تصبر(112) - يا حمام الحيط غني(114) - يا زين ليه التقلاب(115) - ليه طبعك صبح مقلوب(116) \| | | |
| الهوامش(119-151) | | |
| - قال حفظه الله(5) - تحية شاعر الشباب(7) - كلمة الأستاذ محمد علي إبراهيم لقمان المحامي(8) | - كلمة الأديب صالح الفقيه(10) - كلمة الأديب عبد الرحمن جرجره(11) | |
| - الفقيد العظيم(13) - الدعاء السلطاني العبدلي(15) - ألف مرحى وألف أهلا وسهلا(15) - نشيد محبة الوطن(16) - الدعوة إلى التجنيد(17) - محبة الحقل(18) - هاجس(18) - إن غبت عنكم في الحسيني(19) - البدرية(20) - طلعت أنوار لحج من عدن(22) - أيها النجل المنار الزاهي(23) - تهنئة الأمير مهدي بن علي(24) - مرحباً مرحباً الهمام الجمالي(25) - ما حيلة القلب لحر النوى(26) - تاج شمسان(26) - قل لمن مل هوانا(27) - تلك المكارم لا قعبان من لبن(28) - آن الحصاد(28) - إهداء كتاب تلبيس إبليس وتهنئة بالعيد(29) - طلبنا الله ذي يغفر ويرحم(30) - طلبنا الله ذي ينزل ويرفع(32) - يا رسولي(34) - أي بلبل في الهوى(35) - ريد وايت أند بلو(36) - اسقني الماء من لماك(37) - يا حيد ردفان(38) - في قضية المواتر(40) - تابع قضية المواتر(41) - يا طير كف النياح(43) - وينك بامعك(44) | - بس باتوب(45) - يا مرحبا بالهاشمي (شوال 1336)(47) - يا مرحبا بالهاشمي (ذي القعدة 1366)(48) - دار الذي تهواه(49) - يا مرحبا بالهاشمي (رجب 1340)(50) - من لحظك الفتان(51) - يا غصن في البستان شبه الضيمران(51) - غزلان في الوادي(52) - سرى الهوى في الحسيني(53) - إذا تذكر عهد أحبابه(54) - صابر على عهدي وباموت(54) - وانا بري من ذنوبه(55) - قفاك يا خلي ذي النفس تعبانه(56) - رب اصلح لنا الشأن(56) - نجيم الصباح(57) - وابوزيد(59) - من بعد الصفا ياخلي والمودة شليت الجفاء(65) - يا وليد يا نينوه(67) - رقصة الدحفة (ليتني يا حبيبي)(67) - صادت عيون المها(68) - يا خاطري ما شأنك ليه متعوب(72) - هيثم عوض قال(74) - يا ليلة النور(75) - صابر على ما فيني يا ظنيني(75) - واعلى امحنا واعلى امحنا(76) - طبت يالمظنون(78) - يا الله بالفرح دوب(79) - يا قلبي تسلى(80) - ياما بحالي قل لذول العنب(81) - حالي يا عسل نوب(82) | - يهناك طيب المحبة يا ورش(83) - يا سلام (طاب السمر)(84) - يا سلام (حيا مية)(85) - لما متى تبكي يا قلبي المجروح(85) - وسيم الخدود(86) - نغم (سال لحسان)(87) - تحية الوطن العبدلي(88) - ليه يا خاطري ليه البكا ليه ما شان(90) - ليه ولهان(90) - حالي واعنب رازقي(91) - باتحمم على شاطئ البحيرة(93) - يا عنب عاصمي مرحبا بك ويا حيا مية يا خميسان(93) - على المحبين شني يا مطر نيسان(94) - ياسين يا زين ياسين(95) - بكير يا تين(96) - مليح يا زين(97) - سقى الله وادي الغزلان(100) - قفيت واناسع القامة ودمعي يسيل(100) - ذنوب سيدي ذنوب(101) - طيب يا زين(103) - دام الهناء(104) - من بعد ما سار الهلي قلبي تعب(107) - عيني تحاديك يا سلطان في نوبه(108) - مني مساء الخير(109) - زاد الهوى زاد يا مولى الشراع(110) - عسى ساعة هني بين عدن وبمبي(111) - يا قلبي تصبر(112) - يا حمام الحيط غني(114) - يا زين ليه التقلاب(115) - ليه طبعك صبح مقلوب(116) |